# Еванс (Колорадо)
Еванс (англ. Evans) — місто (англ. city) в США, в окрузі Велд штату Колорадо. Населення — 22 165 осіб (2020).

## Географія
Еванс розташований за координатами 40°21′5″ пн. ш. 104°44′38″ зх. д. / 40.35139° пн. ш. 104.74389° зх. д. (40.351252, -104.743827).  За даними Бюро перепису населення США в 2010 році місто мало площу 27,30 км², з яких 26,42 км² — суходіл та 0,88 км² — водойми.

## Демографія
Згідно з переписом 2010 року, у місті мешкало 18 537 осіб у 6294 домогосподарствах у складі 4378 родин. Густота населення становила 679 осіб/км².  Було 6761 помешкання (248/км²).
Расовий склад населення:
| - 76,5 % — білих - 1,2 % — корінних американців - 0,9 % — чорних або афроамериканців - 0,9 % — азіатів - 0,1 % — вихідців з тихоокеанських островів - 17,4 % — осіб інших рас |

До двох чи більше рас належало 2,9 %. Частка іспаномовних становила 43,1 % від усіх жителів.
За віковим діапазоном населення розподілялося таким чином: 31,5 % — особи молодші 18 років, 62,4 % — особи у віці 18—64 років, 6,1 % — особи у віці 65 років та старші. Медіана віку мешканця становила 27,9 року. На 100 осіб жіночої статі у місті припадало 98,3 чоловіків;  на 100 жінок у віці від 18 років та старших — 97,0 чоловіків також старших 18 років.
Середній дохід на одне домашнє господарство  становив 54 894 долари США (медіана — 47 791), а середній дохід на одну сім'ю — 59 127 доларів (медіана — 50 541). Медіана доходів становила 39 400 доларів для чоловіків та 32 089 доларів для жінок. За межею бідності перебувало 16,6 % осіб, у тому числі 20,9 % дітей у віці до 18 років та 4,0 % осіб у віці 65 років та старших.
Цивільне працевлаштоване населення становило 9818 осіб. Основні галузі зайнятості: роздрібна торгівля — 16,3 %, освіта, охорона здоров'я та соціальна допомога — 15,9 %, науковці, спеціалісти, менеджери — 12,1 %, будівництво — 10,2 %.